# Đà Nẵng
Đà Nẵng je gradić u Vijetnamu, u pokrajini Da Nang. Površina grada je 1051 četvornih kilometara. Gradić je poprište završne bitke u Prvom ratu u Indokini.
Đà Nẵng nalazi se 100 km južno od Huế, 700 km južno od Hanoija, te 1040 km sjeverno od Ho Ši Mina. Nha Trang smješten je uz more s pješčanim plažama.

## Stanovništvo
Prema podatcima iz 2009. godine broj stanovnika je 890.000.

## Poveznice
- Zračna luka Đà Nẵng